# Nico de Winter
Nico de Winter   (Amsterdam, 1944 - Ossera, 23 de març de 2019) fou un escultor català d'origen neerlandès.
Procedent dels Països Baixos, després d'haver voltat per mig món fent autoestop, el 1982 s'establí a Ossera, municipi de la Vansa i Fórnols. Feia quatre anys que era a Catalunya i havia après l'idioma xerrant amb la gent del país. Primer va viure al poble, ara ja deshabitat, de la vall de Forn, al terme de Fígols i Alinyà, i, finalment, va anar a espetegar a Ossera. Allà, juntament amb l'Eulàlia Torras, es dedicà a l'elaboració de formatges, posant així en pràctica un ofici que havia après temps enrere al Pirineu francès. Després d'alguns anys d'ocupar el seu temps fent de formatger i ramader, la seva passió per les escultures de pedra i fusta va poder més. De manera autodidàctica, va anar aprenent a modelar tot tipus de materials. A casa seva, batejada amb el nom de 'Cal Peretó', hi tenia escultures abstractes fetes amb coure, pedra, materials reciclats i també peces de ceràmica. Moltes de les seves escultures resten exposades de forma permanent en diferents punts del municipi d'Ossera. De Winter va crear també diverses obres escultòriques monumentals, com la dedicada a les trementinaires, situada a Sorribes de la Vansa, i la que va fer en homenatge a Edmund Hillary a l’entrada del Parc Natural de l'Alt Pirineu, a Sant Joan Fumat. A més a més, havia fet nombroses exposicions, tant individuals com col·lectives. Els darrers anys va canviar la pedra per la ceràmica. L'era de Nico de Winter, on creava les seves escultures era una obra d'art en si mateixa. L'obrador d'aquest artista, on treballava la pedra amb uns acabats polidíssims, de resultes de tant fer pols amb la polidora, tota ell es troba coberta d'una bona capa de pols blanquinós que li dona un aspecte entranyablement fantasmagòric.
De Winter formava part de la petita comunitat d'artesans d'Ossera, juntament amb Eulàlia Torras (Formatgeria Serrat Gros), Suzette Böringer (Herboristeria Cal Nogué), Núria Rosell (Melmelades Cal Casal) i Jaume Rovira (Art Espai Jaume), que van donar una singular personalitat a aquest poble i que, en gran manera, el van salvar d'un despoblament que semblava inevitable. Ell va ser el primer estranger a arribar-hi, en els temps en què al poble encara hi havia gent que treballava la terra amb mules i les patates autòctones tenien molta fama.
A l'Ossera hi ha diverses escultures seves, com la del 'monument al silenci', ubicat a la plaça. És una pedra de grans dimensions, similar a un menhir, on diu: "I si li demaneu quins són els fruits del silenci us dirà: el domini d'un mateix, el veritable coratge, la perseverança, la paciència, la dignitat i el respecte. El silenci és la pedra angular del caràcter". De fet, es pot trobar tot un itinerari artístic amb les seves obres. La ruta, que comença a la plaça del poble d'Ossera, transcorre per un camí suau, enmig de bosc i prats, i permet descobrir una sèrie de treballs que l'artista va batejar amb el nom 'Accumuladors'. Les seves escultures, però, també van formar part de diverses exposicions i fires d'ar, com la de 8a Fira d'art de la Seu d'Urgell, que reuní a nombrosos artistes de l'Alt Urgell i Andorra, o anteriorment també a la Seu, una exposició d'art contemporani relacionat amb la cuina.